# UFC 169
UFC 169: Barão vs. Faber 2 fue un evento de artes marciales mixtas celebrado por Ultimate Fighting Championship el 1 de febrero de 2014 en el Prudential Center en Newark, Nueva Jersey.

## Historia
El evento iba a estar encabezado por el esperado regreso del Campeón de Peso Gallo Dominick Cruz. Sin embargo, el 6 de enero, el presidente de UFC, Dana White, anunció que el regreso de Cruz debía posponerse por problemas en la ingle. Cruz dejó vacante el título, por lo que Barão, se asentó como el campeón de peso gallo indiscutible. El sustituto de Cruz fue Urijah Faber.
El evento coestelar contó con una pelea por el Campeonato de Peso Pluma de UFC entre el actual campeón José Aldo y Ricardo Lamas.
El ex Campeón de Peso Pesado de UFC Frank Mir y Alistair Overeem tenían previsto enfrentarse en UFC 167, pero finalmente la pelea fue trasladada a este evento.

## Resultados
1. ↑  Por el Campeonato de Peso Gallo de UFC.
2. ↑  Por el Campeonato de Peso Pluma de UFC.

## Premios extra
Cada peleador recibió un bono de:
- Pelea de la Noche: Jamie Varner vs. Abel Trujillo ($75,000)
- KO de la Noche: Abel Trujillo ($50,000)
- Sumisión de la Noche: No hubo sumisiones